# Benjamin Kreiner
Benjamin Kreiner (* 21. April 1985 in Kitzbühel) ist ein ehemaliger österreichischer Nordischer Kombinierer.
Kreiner gab sein internationales Debüt 2002 im B-Weltcup der Nordischen Kombination. Bei der Junioren-Weltmeisterschaft 2003 in Sollefteå erreichte er im Sprint den 11. Platz und im Gundersen sowie mit dem Team den 9. Platz. Am 29. November 2003 gab Kreiner in Kuusamo sein Debüt im Weltcup der Nordischen Kombination. Da er dabei jedoch erfolglos blieb, startete er weiter im B-Weltcup. Bei der Junioren-Weltmeisterschaft 2004 in Stryn gewann er mit dem Team die Bronzemedaille. In den folgenden Jahren blieb Kreiner weiter im B-Weltcup und erreichte mittlere Platzierungen. Bei der Winter-Universiade 2007 in Pragelato verpasste er mit einem 4. und einem 5. Platz die Medaillenränge zweimal nur knapp. In der Saison 2009/10 konnte er sich in zwei Wettbewerben in Seefeld in Tirol in den Punkterängen platzieren. Dadurch beendete er die Saison am Ende auf dem 50. Platz in der Weltcup-Gesamtwertung.
Nach einem letzten Weltcuprennen im Dezember 2011 in Seefeld in Tirol, welches er als 42. abschloss, beendete Kreiner seine aktive Sportlerkarriere.